# Clepsis gerasimovi
Clepsis gerasimovi es una especie de polilla del género Clepsis, categorizada en la tribu Archipini, de la subfamilia Tortricinae.

## Distribución
Se distribuye por Uzbekistán.

## Taxonomía
Fue descrita por Danilevsky en 1963 y publicada en (Clepsis), Ent. Obozr. 42: 164.